# مختبر اختراق

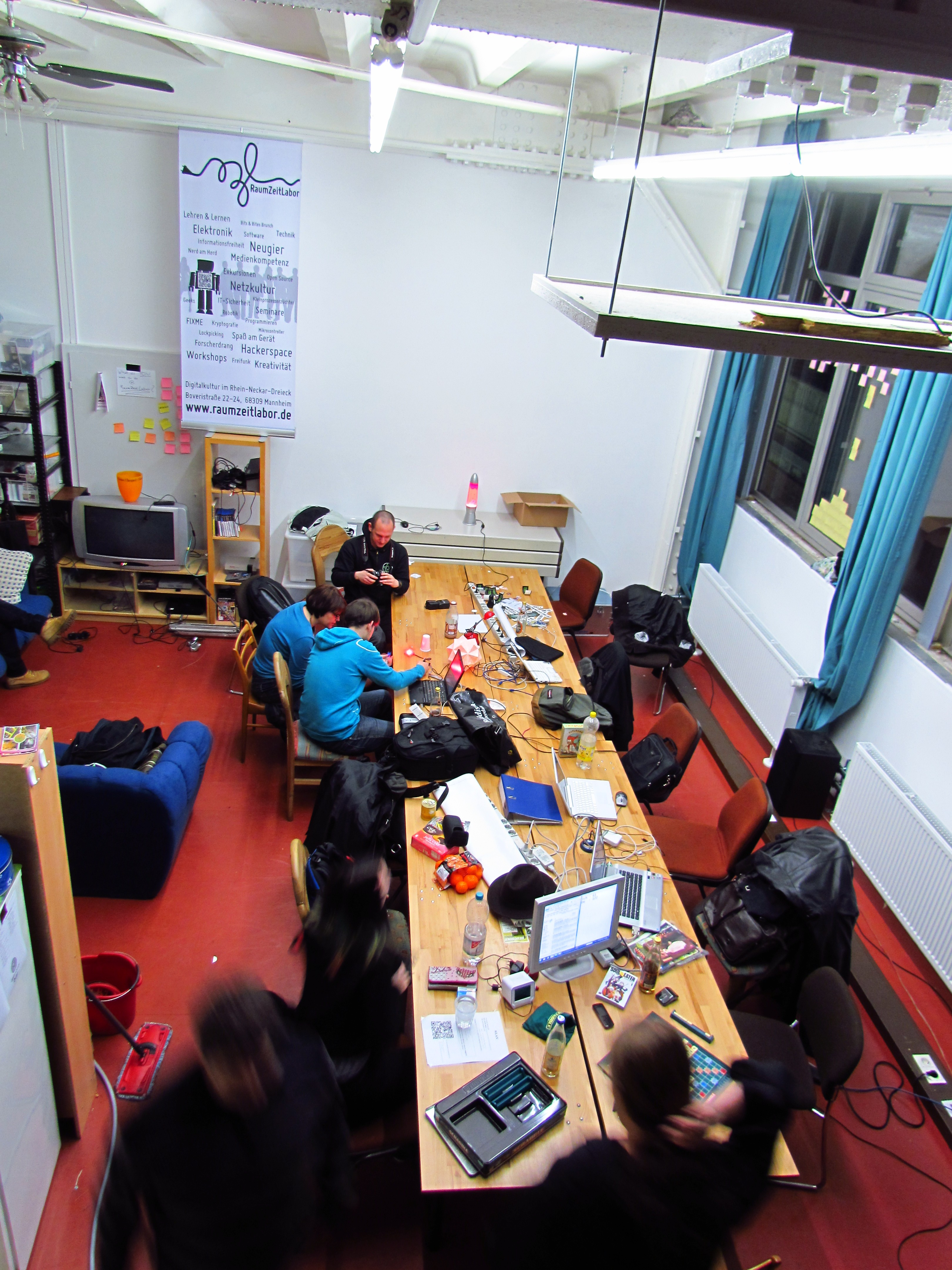
معمل هاكر ألماني

مختبر اختراق أو ورشة قراصنة الحاسوب (بالإنجليزية: Hackerspace, Hacklab, Makerspace) هو مكان أو ورشة يجتمع فيه أناس ذو اهتمام مشترك، خاصة في مجالات الحاسوب أو العلوم أو التقنيات الرقمية أو أي فرع آخر من فروع المعرفة، ليتبادلوا الخبرات وتطوير ما يقومون به من نشاطات هاكر. فهو ورشة عمل أو معمل يجتمع فيها هؤلاء النشطاء بأجهزتهم وحواسيبهم ليتبادلوا المعرفة والخبرات.
مساحة المطورين - الهاكرسبيس Hackerspace تمثل أي مكان يتم اداراته وتشغيلة بوساطة أفراد من المجتمع لديهم اهتمامات مشتركة تجمعهم في أي مجال مثل علوم الحاسب الآلي، التكنولوجيا، العلوم، الفنون أو الإلكترونيات وعادة يستخدم المكان من أجل الأجتماعات بين الأعضاء للتعاون والمشاركة في تنفيذ المشاريع أو بغرض نشر ثقافة معينة بصورة أجتماعية.
ويشترك كثير منهم في تلك الجمعيات والنوادي بغرض تبادل المعرفة في مجالات تطوير البرمجيات وألأجهزة الإلكترونية والأجهزة المعلوماتية الأخرى. أحيانا تجدهم في محيط الجامعات أو الجمعيات الأهلية أو النوادي، والبعض الآخر قد يكون في أحد المصانع.
ينبع نشاط تلك المجموعات من مبدأ «افعلها بنفسك» (بالإنجليزية: Do it yourself) التي تعني الاعتماد على النفس في اكتشاف وتعلم مهارات جديدة أو تصميم وتنفيذ أجهزة مبتكرة. وتتكون الورشة، أجهزة كمبيوتر للإنترنت وشبكات ربط وأجهزة أخرى تساعد في هذا السبيل. وغالبا لا يلتزم المنتسب إلى تلك الجمعية بدفع مصروفات للالتحاق. ولكن نظرا لمصروفات ايجار المكان وتوفير التيار الكهربائي وغير ذلك من المصاريف، فيُطلب في العادة من الأعضاء دفع رسوم أو المشاركة في المصاريف. كما قد يأتي تمويل لبعض تلك النوادي من حكومة المقاطعة كم يحصل في ألمانيا مثلا.

## النشاطات
يمكننا أن نُعرف ساحات التطوير بأنها معامل تطوير يملكها أفراد المجتمع وتم بنائها لمشاركة الأدوات والمعدات والخبرات وكذلك اقامة الورش والدورات التعليمية وكذلك توفير مكان يتيح للمطورين (الهاكرز Hackers) مشاركة ما لديهم من معلومات وخبرات في تطوير أحد المجالات
العديد من ساحات التطوير تشارك مع بعضها البعض في استخدام وتطوير البرمجيات الحرة والعتاد مفتوح المصدر بالأضافة الي بعض الميديا المجانية مثل الوثائق والأفلام التعليمية المجانية وغالبا ما تتواجد ساحات التطوير في أماكن مثل المراكز الاجتماعية ومراكز تعليم الكبار والمدارس العامة، أو في حرم الجامعات وخاصة التقنية منها، وقد نجد بعض ساحات التطوير في المساحات الصناعية أو المستودعات الفارغة والمؤجرة عندما يحتاج أعضاء المجتمع مساحة أكبر.
انطلقت ساحات التطوير ذات العضوية المفتوحة للجميع وأصبحت مشهورة جدا، من أحد الأمثلة المشهورة ساحة التطوير المشهورة C-Base والتي أنطلقت في ألمانيا في فترة التسعينات وتم تأسيسها في نادي الكمبيوتر ومع ذلك اقتصرت ساحات التطوير علي بعض المناطق في ألمانيا فقط ولم يتم افتتاح العدد من الساحات خارج حدود ألمانيا بسبب ارتفاع تكاليف الو (يشار إليها أيضاً باسم معمل التطوير Hacklab, أو ساحة الصانعين Makerspace), وإنشاء في هذا الوقت بالنسبة للأفراد والتي لم يستطيعوا تحملها بدون دعم الجمعيات الكبرى مثل CCC
في عام 2006, وضع باول بوهم Paul Bohm إستراتيجية لجمع التبرعات على طريقة بروتوكول العروض الترفيهية في الشارع وذلك لبناء Metalab في فيينا، النمسا، والذي أصبح مديرا له فيما بعد. كما قام بالتعاون مع بعض الشباب لأطلاق موقع Hackerspaces.org في عام 2007 والذي كان يخدم مجتمع الصانعين والمطورين عن طريق توفير قوائم بأهم ساحات التطوير وأماكن تواجدها وكذلك وثائق تشرح بالتفصيل الخطوات التي يجب اتباعها لإنشاء ساحات التطوير والأدوات المطلوبة والمهارات لأدراة هذه الساحات في عام 2012 تم تسجيل ما بين 700 إلي 1,100 ساحة تطوير نشطة وفعالة في مختلف الدول حول العالم وما زال الرقم ينمو باستمرار
مؤخراً قامت مواقع التمويل المعتمدة على حشود الأفراد "crowdfunding " مثل Kickstarter بوضع الأدوات اللازمة لتوفيرعملية جمع التبرعات لبناء ساحات التطوير وجعلها في بناء جمهور أكبر من المطورين في الوقت الحالي يتم أستخدام هذه الأدوات من قبل بعض الأفراد مثل «بلال غاليب» والذي يعمل علي نقل ثقافة ساحات التطوير الي الدول العربية الموجودة بالشرق الأوسط، والذي سبق له أن عمل على مجموعة من الوثائق المتعلقة بساحات التطوير.

## الفعاليات
تختلف نشاطات في ساحات التطوير من ساحة لأخرى ومن مكان إلي أخر غالباً، تتركز نشاطات ساحات التطوير المحتلفة علي مشاركة المعرفة وتعليم الأفراد لبعضهم البعض عن طريق اقامة ورشات «دورات» تعليمية وعروض تقديمية وكذلك محاضرات تعليمية عادة ما توفر ساحات التطوير لأعضائها بعض الأنشطة الترفيهية والأجتماعية مثل ليالي خاصة لممارسة ألعاب الفيديو الجماعية والحفلات هم يوفرون مساحات للاعضاء لكي يعملوا على مشاريعهم الشخصية، أو للتعاون في مشاريع جماعية مع أعضاء اخرين في بعض الأحيات توفر ساحات التطوير مكتبة خاصة من المكونات والأدوات وتوفر إمكانية تأجيرها للأعضاء
يعتبر نوع المكان وأمكانياته التي يبنى عليها ساحات التطوير من الأمور الهامة جداً لانها العوامل التي يتحدد عليها قدرات ساحات التطوير على توفير البنية التحتية للمطورين ليكملوا مشاريعهم بالإضافة للمساحة، معظم الهاكرسبيس توفر مآخذ الطاقة، مخدمات حاسوبية وشبكة متصلة بالإنترنت الهاكرسبايس الأكثر احترافية قد توفر ادوات ميكانيكية، أجهزة صوتية، أجهزة عرض، طرفيات العاب، وأجهزة قياس إلكترونية (كاللاسليسكوب ومولد الإشارة)، عناصر إلكترونية ومواد خام وغيرها من الأدوات المختلفة للتصنيع الإلكتروني ولبناء الأشياء. بعض الهاكرسبايس توفر مخازن للاطعمة وأجهزة لتحضير الطعام، وقد توفر دورات تعليمية مبتدئة أو متقدمة في فن الطبخ الأدوات المواد المستخدمة في الخياطة أو الحرف اليدوية والفن أيضا مهمة في الكثير من الهاكرسبايس

## التنظيم
يتم تحديد السمة الخاصة بالهاكرسبيس بواسطة اعضائه كثير من الهاكرسبيس يدار من قبل لجنة منتخبة مختارة من قبل الأعضاء الفعاليين يمكن للأشخاص المسؤولين المنتخبين أن يساعدوا في إدارة أخذ القرارات مثل ابتياع أداة جديدة، أو إداخل أعضاء جدد، أو تشكيل سياسات المكان، أو التأكد من متطلبات الأمان، وكثير من القضايا الإدارية الأخرى.
و يعد الدخل الأساسي للهاكرسبيس الاشتراكات وهي مبلغ دوري يدفعه الأعضاء، ويمكن أيضاً قبول داعمين خارجيين. بعض الهاكرسبيس تعمل كمنظمات أو جمعيات غير ربحية (أو أي تسمية حسب القوانين المحلية). الهاكرسبيس المتعاقدة مع الجامعات غالبا لا تطلب رسوم اشتراك لكنها بشكل عام تكون مخصصة فقط للطلاب والعاملين والاكادميين. لكن الزوار من الهاكرسبيس الأخرى مرحب بهم لزيارة المكان، ويقبل البعض من الهاكرسبيس التطوع مقابل الإعفاء من الأقساط المالية وخاصة من قبل المشاركين المحدودين مالياً. ويكتسب بعض الهاكرسبيس المال من مدخول دعم وتوظيف أسواق الترويج للتقنيات العالية، بحيث يقوم الأعضاء من عامة الناس ببيع أو شراء تجهيزات وأدوات جديدة أو مستعملة.
و هناك عرف عام في الهاكرسبيس بالترحيب بالآخرين من المنظمات المشابهة سواءً محلياً أو عالمياً. وذلك لتبادل الأفكار والمهارات والمعرفة وبشكل خاص في مناسبات تجمع دورية تسمى أحياناً ليالي البناء (build nights) أو أيام المنزل المفتوح (open house days).

## الصعوبات
في عام 2009 جرى نقاش حول الشمولية والإقصاء لمعاينة مدى تقبل مجتمع الهاكرسبيس للأعضاء مع اختلاف خبراتهم وخلفياتهم، ونتيجة لذلك أصدر Johannes Grenzfurthner و Frank Apunkt Schneider منشورا نقديا حول هذا الموضوع. وما زال الناقش جاريا.
يمكن أيضا لمشاريع الهاكرسبيس أن تواجه صعوبات مع قوانين البناء أو أنظمة التخطيط الأخرى، والتي قد لا تكون مصممة للتعامل مع نطاق أنشطتها. فمثلا، تم إغلاق هاكرسبيس جديد في Nashua, New Hampshire من قبل المدينة بعد فحصها من الرقابة في عام 2011. وكانت القضاية الرئيسية حول تنفيس الحرارة والأدخنة. إلا أنه جرى إعادة فتحها بعد إجراء التعديلات اللازمة على البناء.

## معامل هاكر عالمية
بدأت معامل الهاكر في ألمانيا ومنها ما أصبحت له مكانة كبيرة مثل "سي-بايس" (بالإنجليزية: c-base) في برلين ونادي "سي4" (بالإنجليزية: C4) في كولونيا. ثم انتشر النموذج الألماني في مختلف البلاد التي اعتمدت على ورقة عمل تسمى"أنماط تصميم معامل الهاكر (بالإنجليزية: Hackerspace Design Patterns). ويقوم نوادي كايوس للحاسوب (بالإنجليزية: Chaos Computer Club) بإعطاء إرشادات بشأن تكوين تلك المعامل وسبل تمويلها ومبادئ انشائها.
في السنين الأخيرة نمى حجم العضوية بشكل كبير وفي العديد من مساحات الهاكرسبيس، وهذا بالإضافة إلى ميزانيات العمل واهتمام وسائل الاعلام المحلية. وقد ساعدت العديد منها أيضا في تأسيس مساحة هاكرسبيس أخرى في مواقع قريبة.
تعرف ساحة c-base بأنها من أقدم ساحات التطوير في العالم والتي تم تأسيسها في عام 1995 كتبت مجلة WIRED في أحد المقالات أن دول أوروبا وخاصة ألمانيا لديها تاريخ طويل في هذا النوع من النشاطات والتقاليد وواحد من أشهر ساحات التطوير في الألمانية هي ساحة RaumZeitLabor والتي تعتبر منظمة الحدث المشهو Trollcon
وتعتبر الـMetalab الساحة السباقة في وضع وتنفيذ اسس التمويل وذات اسرع نسبة انتشار
في أغسطس 2007، قامت مجموعة من المطورين من أمريكا الشمالية بزيارة أوروبا «للحصول على المعلومات الخاصة ببناء ساحات التطوير الأوروبية»، وعند عودتهم، تم إنشاء مجموعات المقاوم NYC وHacDCالذي تم بناءة في أواخر عام 2007، مع ساحة Noisebridge في الخريف التالي لعام 2008.
TechShop تعد بداية سلسلة حديثة من ساحات التطوير التجارية والذي تم إطلاقة عام 2006 بحلول أكتوبر عام 2012 أصبح هناك 6 من TechShop داخل الولايات المتحدة الأمريكية وتتمركز ثلاثة منها في كاليفورنيا وشمال كارولينا وولاية تكساس بالإضافة إلى ولاية ميتشجان
ساحة HSBNE تعتبر أول ساحات التطوير في أستراليا.
ومن أشهر تلك المعامل والنوادي «سي-4» في كولونيا، «وسي-بايس» و«سي سي سي بي» في برلين و«أتراكتور» و«داس لابور» في بوخوم، و«متال لاب» في فيينا، وهاكربوتسلاب في سياتل، و«هاك دي سي» في وشنطن العاصمة، و«نيويورك ريزيستور» في نيويورك، و«نويز بريدج» في سان فرانسيسكو.